# Lista do Patrimônio Mundial na Noruega
A Organização das Nações Unidas para a Educação, a Ciência e a Cultura (UNESCO) propôs um plano de proteção aos bens culturais do mundo, através do Comité sobre a Proteção do Património Mundial Cultural e Natural, aprovado em 1972. Esta é uma lista do Patrimônio Mundial existente na Noruega, especificamente classificada pela UNESCO e elaborada de acordo com dez principais critérios cujos pontos são julgados por especialistas na área. A Noruega, que abriga milênios ininterruptos de florescer cultural, ratificou a convenção em 12 de maio de 1977, tornando seus locais históricos elegíveis para inclusão na lista.
Os sítios Bryggen e Igreja de madeira de Urnes foram os primeiros locais da Noruega incluídos na lista do Patrimônio Mundial da UNESCO por ocasião da 3.ª Sessão do Comitê do Património Mundial, realizada em Luxor (Egito) em 1979. Desde então, a Noruega conta com 8 sítios classificados como Patrimônio da Humanidade, sendo 7 deles de classificação Cultural e 1 de classificação Natural. 

## Bens culturais e naturais
A Noruega conta atualmente com os seguintes lugares declarados como Patrimônio da Humanidade pela UNESCO:
| | Bryggen |
| Bem cultural inscrito em 1979. |         |
| Localização: Hordalândia |         |
| O bairro antigo do cais de Bryggen lembra a importância que a cidade de Bergen teve no império comercial da Liga Hanseática, desde o século XIV até meados do século XVI. As típicas casas de madeira deste bairro foram consumidas pelas chamas em inúmeras ocasiões; o último incêndio data de 1955. As sucessivas reconstruções foram realizadas com base nos modelos originais e segundo métodos tradicionais, preservando assim a configuração essencial do local, que é uma relíquia das antigas estruturas urbanas de madeira amplamente difundidas outrora no norte Europa. Hoje, 62 edifícios permanecem neste complexo urbano. (UNESCO/BPI) |         |

| | Igreja de madeira de Urnes |
| Bem cultural inscrito em 1979. |                            |
| Localização: Sogn og Fjordane |                            |
| Situada na paisagem natural de Sogn og Fjordane, a igreja de madeira (stavkirke) em Urnes é uma obra-prima da arquitetura tradicional de madeira escandinava. Foi construído entre os séculos XII e XIII e nele se podem ver reminiscências da arte celta, das tradições vikings e da estruturação do espaço característica do românico. (UNESCO/BPI) |                            |

| | Cidade Mineira de Røros e Circunferência |
| Bem cultural inscrito em 1980, estendido em 2010. |                                          |
| Localização: Trøndelag Meridional |                                          |
| A história desta cidade está intimamente ligada à exploração das jazidas de cobre descobertas no século XVII e exploradas até 1977. Completamente reconstruída após a sua destruição pelas tropas suecas em 1679, Røros tem cerca de 2.000 casas de madeira. Muitos deles preservaram suas fachadas escuras de troncos de madeira alcatroados que dão à cidade uma aparência medieval. O local foi inscrito na Lista do Património Mundial em 1980. Com a sua extensão engloba agora, para além da cidade, uma série de paisagens culturais industriais e rurais, como a fundição de Femundsytta, a sua área envolvente e a rota de transporte de inverno. Rodeado por uma zona tampão que coincide com os limites da Circunferência – zona privilegiada concedida à exploração mineira pela Coroa da Dinamarca e da Noruega em 1646 – este sítio é ilustrativo do estabelecimento de uma cultura baseada na extração de minério de cobre numa região remota com um clima severo. (UNESCO/BPI) |                                          |

| | Sítios de Arte Rupestre de Alta |
| Bem cultural inscrito em 1985. |                                 |
| Localização: Nordland |                                 |
| O conjunto de petroglifos do Fiorde de Alta, próximo ao Círculo Polar Ártico, preserva os vestígios de um assentamento humano que data dos anos 4.200 a 500 a.C. Milhares de pinturas e gravuras nos permitem compreender melhor o ambiente e as atividades humanas dos tempos pré-históricos nos confins do Grande Norte. (UNESCO/BPI) |                                 |

| | Vegaøyan - Arquipélago de Vega |
| Bem cultural inscrito em 2004. |                                |
| Localização: Nordland |                                |
| Composto por dezenas de ilhas agrupadas em torno da ilha principal de Vega, este arquipélago perto do Círculo Polar Ártico forma uma paisagem cultural de 103.710 hectares, dos quais 6.930 são continentais. Testemunho do modo de vida frugal típico destas latitudes inóspitas, baseado na pesca e recolha das penas do pato ártico, o local engloba aldeias piscatórias, cais, armazéns, faróis e balizas marítimas, bem como terrenos de cultivo. equipado para a nidificação de patos. Há vestígios de assentamentos humanos da Idade da Pedra. A partir do século IX, o arquipélago tornou-se um importante centro de comércio de plumas, que provavelmente representou um terço da renda dos ilhéus. O arquipélago de Vega é um expoente do modo de vida compatível com o meio ambiente de uma população de pescadores e agricultores durante quinze séculos, bem como o papel desempenhado pelas mulheres na recolha de penugem. (UNESCO/BPI) |                                |

| | Arco Geodésico de Struve |
| Bem cultural inscrito em 2005. |                          |
| Localização: Finamarca |                          |
| Este bem é compartilhado com: Bielorrússia, Estónia, Finlândia, Letônia, Lituânia, Moldávia, Rússia, Suécia e Ucrânia. |                          |
| O arco geodésico de Struve é um conjunto de triangulações que abrange dez países, ao longo de 2.820 km, da Hammerfest (Noruega) ao Mar Negro. Composto pelos pontos de triangulação feitos entre 1816 e 1855 pelo astrônomo Friedrich Georg Wilhelm Struve, este arco permitiu a primeira medição precisa de um longo segmento do meridiano da Terra. Essa triangulação ajudou a definir e medir a forma exata da Terra e desempenhou um papel importante no avanço das ciências geológicas e na fabricação de mapas topográficos precisos. É um exemplo extraordinário de colaboração científica entre sábios de diferentes países, bem como um exemplo de cooperação entre vários monarcas europeus para o progresso científico. O arco primitivo consistiu em 258 triângulos e 265 pontos fixos principais. O local inscrito na Lista do Patrimônio Mundial compreende 34 dos pontos fixos originais indicados por diferentes meios: perfuração de rochas, cruzes de ferro, montes e obeliscos. (UNESCO/BPI) |                          |

| | Fiordes do Oeste da Noruega: Fiorde de Geiranger e Fiorde de Nærøy |
| Bem natural inscrito em 2005. |                                                                    |
| Localização: Møre og Romsdal / Sogn og Fjordane |                                                                    |
| Distantes entre si cerca de 120 quilômetros, os fiordes de Geirangerfjord ye Nærøyfjord estão localizados na costa sudoeste da Noruega, a nordeste da cidade de Bergen, e fazem parte da paisagem do fiorde que se estende de Stavanger a Andalsnes, ao longo de um eixo sul-nordeste de 500 quilômetros. A paisagem da região desses dois fiordes – que estão entre os mais longos e profundos do mundo – é arquetípica dessa formação geológica e, esteticamente, é uma das mais marcantes do mundo em seu gênero. A sua excepcional beleza natural deve-se às estreitas e abruptas paredes de rocha cristalina que, a partir dos 500 metros de profundidade, emergem à superfície do mar e sobem até aos 1.400 metros de altitude. As paredes escarpadas abrigam inúmeras cachoeiras e rios caudalosos que cortam florestas decíduas e coníferas em direção a geleiras, lagos e montanhas escarpadas. No local é possível observar fenômenos geológicos como morenas submarinas e inúmeros mamíferos marinhos. Ao carácter espectacular da natureza juntam-se os vestígios de antigas quintas de pastores transumantes, hoje abandonadas, que conferem um toque humano à paisagem. (UNESCO/BPI) |                                                                    |

| | Complexo Industrial de Rjukan-Notodden, na região de Telemark |
| Bem natural inscrito em 2015. |                                                               |
| Localização: Telemarca |                                                               |
| Localizado em uma paisagem dramática de montanhas, cachoeiras e vales fluviais, o local abrange usinas hidrelétricas, linhas de transmissão, fábricas, sistemas de transporte e cidades. O complexo foi estabelecido pela Norsk-Hydro Company para fabricar fertilizante artificial a partir de nitrogênio aéreo. Foi construído para atender à crescente demanda do mundo ocidental por produção agrícola no início do século XX. As cidades industriais de Rjukan e Notodden eram o local de residência de trabalhadores e instituições sociais ligadas por ferrovia e balsa para transportar o fertilizante. O sítio Rjukan-Notodden exibe uma combinação excepcional de assentamento industrial e temas de paisagem natural. Destaca-se como exemplo de uma nova indústria globalizada no início do século XX. (UNESCO/BPI) |                                                               |

## Lista Indicativa
Em adição aos sítios inscritos na Lista do Patrimônio Mundial, os Estados-membros podem manter uma lista de sítios que pretendam nomear para a Lista de Patrimônio Mundial, sendo somente aceitas as candidaturas de locais que já constarem desta lista. Desde 2019, a Noruega apresenta 5 locais em sua Lista Indicativa.
| Sítio                                                     | Imagem | Localização          | Ano  | Dados UNESCO                   | Descrição |
| --------------------------------------------------------- | ------ | -------------------- | ---- | ------------------------------ | --- |
| Área da Lapónia: Tysfjord e Fiordes de Hellemobotn e Rago |        | Nordland             | 2002 | Misto: iii, v, vii, viii, ix   | Este sítio provisório é a extensão do site já listado na Suécia. A Lapônia é povoada pelo povo Sami que preserva o modo de vida tradicional baseado na criação de renas. Em Tysfjord, há uma grande comunidade Lule Sami. O Parque Nacional de Rago é uma área montanhosa selvagem. |
| Lofoten                                                   |        | Nordland             | 2002 | Misto: iii, viii, ix, x        | Lofoten é um grupo de ilhas ao norte do Círculo Ártico, abrangendo 250 quilômetros (160 milhas). Eles consistem principalmente de rochas pré-cambrianas. A pesca do bacalhau tem sido uma importante fonte de renda desde os tempos pré-Vikings. A área também é um habitat importante para animais, sendo especialmente famosos os penhascos de pássaros em Røst e Værøy. |
| Svalbard                                                  |        | Svalbard             | 2007 | Misto: v, vi, vii, viii, ix, x | Cerca de 60% do arquipélago de Svalbard é coberto por neve e gelo. As ilhas têm sido usadas como estações baleeiras e por mineiros há séculos, e agora existem assentamentos noruegueses e russos permanentes. Como a natureza é praticamente intocada, é um habitat importante para animais árticos, como raposa ártica, renas, baleias, focas, incluindo morsas, bem como char do Ártico que vive em lagos e rios. Muitos pássaros nidificam em Svalbard, incluindo patos e gansos. A rocha em Svalbard é rica em fósseis. |
| Ilhas de Jan Mayen e Bouvet                               |        | Nordland             | 2007 | Natural: viii, ix, x           | Parte de uma indicação transnacional que cobre os pontos supramarinos da Dorsal Meso-Atlântica. Duas ilhas, ambas vulcânicas, são norueguesas, outras pertencem ao Brasil, Grã-Bretanha, Portugal e Islândia. Jan Mayen (parte integrante do Reino da Noruega), no Ártico, é um local de reprodução de um grande número de focas da Groenlândia e focas-de-capuz, bem como aves marinhas. A Ilha Bouvet, uma dependência da Noruega, fica a 2.400 quilômetros (1.500 milhas) ao sul do Cabo da Boa Esperança e abriga populações de pinguins-macaroni e pinguins-de-barbicha, mas os pinguins de Adelie também foram registrados para se reproduzir. É um local de reprodução de focas antárticas e elefantes marinhos do sul. |
| Sítios Funerários de Vestfold e Hyllestad                 |        | Vestfold og Telemark | 2011 | Cultural: iii                  | Esta indicação transnacional lista nove sítios em seis países, ligados ao legado da cultura viking entre os séculos VIII e XII. Dois locais estão na Noruega. Vestfold cobre três cemitérios de navios e vários túmulos. As pedreiras de Hyllestad produziram quernstones (pedras de moinho), primeiro para uso dos habitantes locais e depois para exportação. |